# Dylan Davis
Dylan Steward Davis (Newport Beach, 6 aprile 1991) è un pallavolista statunitense.
Gioca nel ruolo di centrale nel Coburger Turnerschaft 1861.

## Carriera
La carriera di Dylan Davis inizia a livello scolastico nella squadra della Corona del Mar High School; durante questo periodo entra a far parte della nazionale statunitense Under-19, vincendo la medaglia d'oro al campionato nordamericano di categoria.
Al termine delle scuole superiori, gioca anche a livello universitario, prendendo parte alla Division I NCAA dal 2010 al 2013 con la University of California, Santa Barbara; nel 2010 con la nazionale Under-21 vince la medaglia d'oro al campionato nordamericano.
Nella stagione 2013-14 firma il suo primo contratto professionistico, quando viene ingaggiato dall'Avignon Volley-Ball, società iscritta al campionato cadetto francese; nella stagione seguente approda alla Top Volley di Latina, nella Superlega italiana.
Nel campionato 2015-16 approda nella 1. Bundesliga tedesca, dove difende i colori del Coburger Turnerschaft 1861.

## Palmarès

### Nazionale (competizioni minori)
- Campionato nordamericano Under-19 2008
- Campionato nordamericano Under-21 2010

### Premi individuali
- 2013 - All-America First Team